# Hotedršica
Hotedršica este o localitate din comuna Logatec, Slovenia, cu o populație de 554 de locuitori.